# Krzysztof Peucker
Krzysztof Peucker (Königsberg, 1662 – Rößel, 1735) è stato uno scultore polacco.

## Biografia

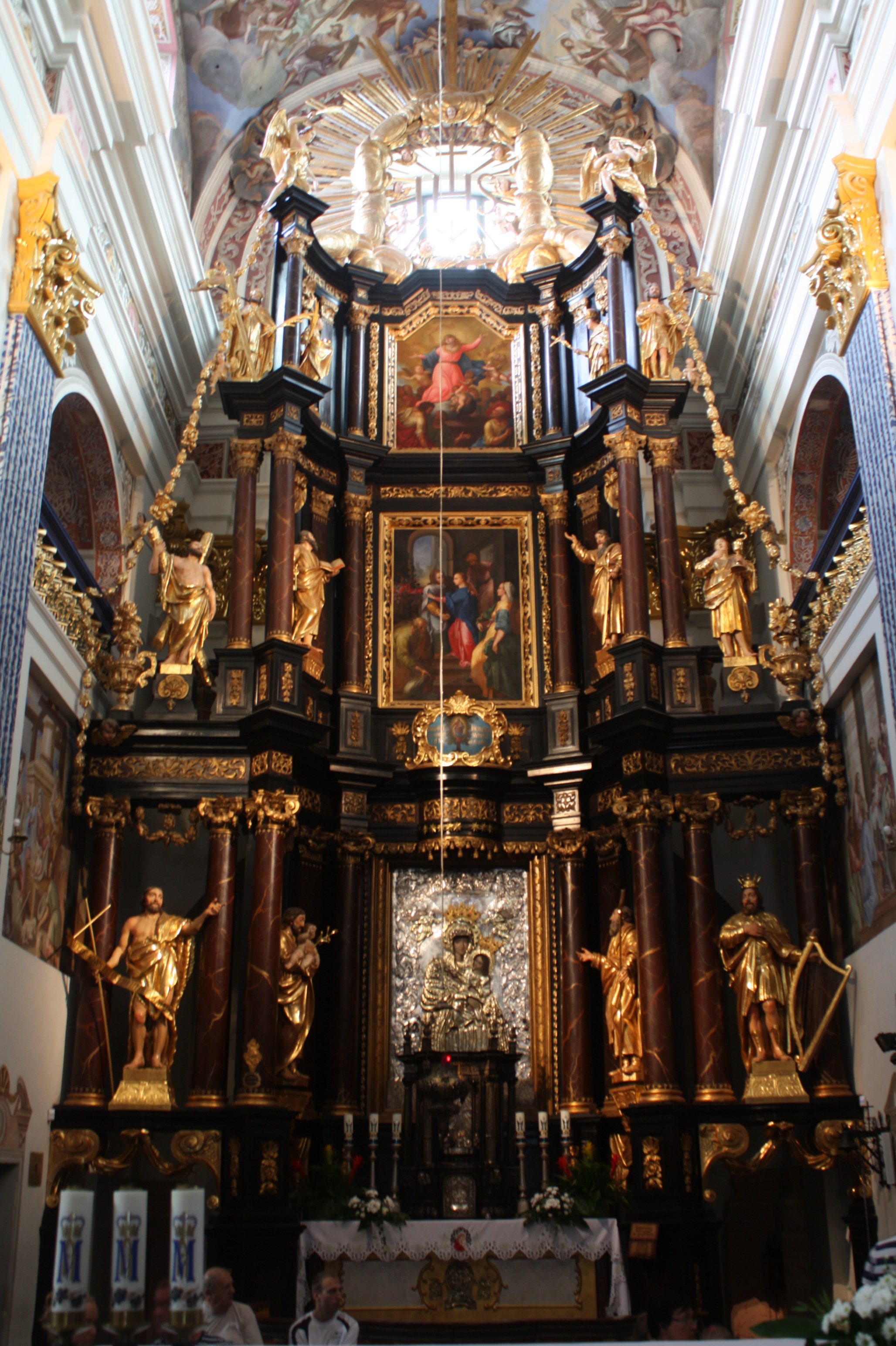
Altare maggiore della basilica di Santa Maria a Święta Lipka

Peucker ha imparato il mestiere di scultore nella bottega artigianale di Johann Christoph Döbel a Königsberg. Nel 1711 parte per Varmia e Masuria, dove - nel periodo compreso tra il 1711 e il 1715 -  diventa cattolico. Dopo si trasferisce a Reszel, dove si sposa con Ursula, con cui ha un figlio e tre figlie. Il figlio Christopher (diventato monaco col nome Robert) è nato nel 1701. La maggiore delle figlie, Elisabeth, è nata nel 1724, si è sposata a Johann Christian Schmidt, un famoso scultore che lavorava nella bottega del padre. È stata la madre di undici figli, tra cui lo scultore Christian Bernard Schmidt.
Krzysztof Peucker è morto all'età di 73 anni. Sua moglie è morta nel 4 agosto 1759 all'età di 84 anni .

## Opere
Ha lavorato nella Basilica della Visitazione della Beata Vergine Maria di Stoczek, località di Kiwity, e all'altare della Basilica della Visitazione della Beata Vergine Maria a Święta Lipka di Święta Lipka, nel comune di Reszel.